# Villa Paudice
Die Villa Paudice ist ein Landhaus aus dem 18. Jahrhundert im Viertel San Giovanni a Teduccio von Neapel in der italienischen Region Kampanien. Sie liegt am Corso San Giovanni a Teduccio, 893 und zählt zu den Villen der Miglio d’oro.

## Geschichte und Beschreibung
Fast die ganze Villa stammt aus dem 18. Jahrhundert, nur nicht die Fassade, die in den ersten Jahren des 20. Jahrhunderts neu geschaffen wurde. Zusammen mit der Villa Papa stellt die Villa Paudice den Überrest der ehemaligen Villa Schisano dar.
Die Hauptfassade hat drei Stockwerke, wobei das Erdgeschoss mit Bossenwerk verkleidet ist und die beiden Obergeschosse durch Lisenen in drei Teile aufteilt sind. Das Atrium zeigt eine erste Zone mit einer Tonnengewölbedecke und eine weiter innen liegende Zone mit elliptischem Gewölbe.
Das Landhaus ist bereits in der Karte des Duca di Noja erwähnt. Sein Garten wurde vor einigen Jahren von der Stadt Neapel enteignet und mit einem Schulgebäude bebaut.